# クリスティアン・サパタ
クリスティアン・サパタ(Cristián Eduardo Zapata Valencia, 1986年9月30日 - )は、コロンビア・パディジャ出身のサッカー選手。アトレティコ・ナシオナル所属。元コロンビア代表。ポジションはディフェンダー（センターバック、サイドバック）。

## 経歴

### クラブ
2004年にデポルティーボ・カリからデビューして17試合に出場した。

#### ウディネーゼ・カルチョ
2005年夏に出場したFIFA U-20ワールドカップでのプレーが評価され、8月31日に代表でチームメイトだったアベル・アギラールとともにイタリアのウディネーゼに移籍した。2006年9月18日、5年の延長契約を結び、年俸は38万9000ユーロ（手取り22万ユーロ）となった。2006-07シーズンはセリエAで35試合に出場し、年俸は57万2719.11ユーロ（手取り32万ユーロ）に上昇した。2006年2月21日には自身の代理人としてクラウディオ・パスクァリン(Claudio Pasqualin)と契約したが、2007年7月9日に契約を解除した。
2007年10月12日、アンドレア・ドッセーナ、ロマン・エレメンコ、シモーネ・ペペらと共に2012年までの契約延長でクラブと合意した。2008年6月に負傷し、6ヶ月を棒に振った。2009-10シーズンはセンターバックのレギュラーとしてアンドレア・コーダとコンビを組んだ。

#### ビジャレアルCF
2011年7月12日、スペインのビジャレアルCFと5年契約を結んだ。移籍金は推定600万ユーロ（約6億7000万円）。8月17日、UEFAチャンピオンズリーグ本選出場プレーオフのオーデンセBK戦(0-1)でデビューしたが、GKディエゴ・ロペスへのバックパスを相手に奪われ、ハンス・ヘンリク・アンドレアセンに決勝点を許した。

#### ACミラン
2012年8月8日、買い取りオプション付のレンタルでイタリアの強豪ACミランに移籍した。
2013年5月1日、母国コロンビアで叔母が拉致されるという事件が起きたが、翌日無事に解放された。
5月23日にミランに完全移籍した。

#### ジェノアCFC
2019年7月2日、ジェノアCFCへの移籍が発表された。

#### CAサン・ロレンソ・デ・アルマグロ
2021年7月28日、アルゼンチンの名門であるCAサン・ロレンソへの移籍が発表された。契約期間は2022年12月31日までの1年半である。

### 代表

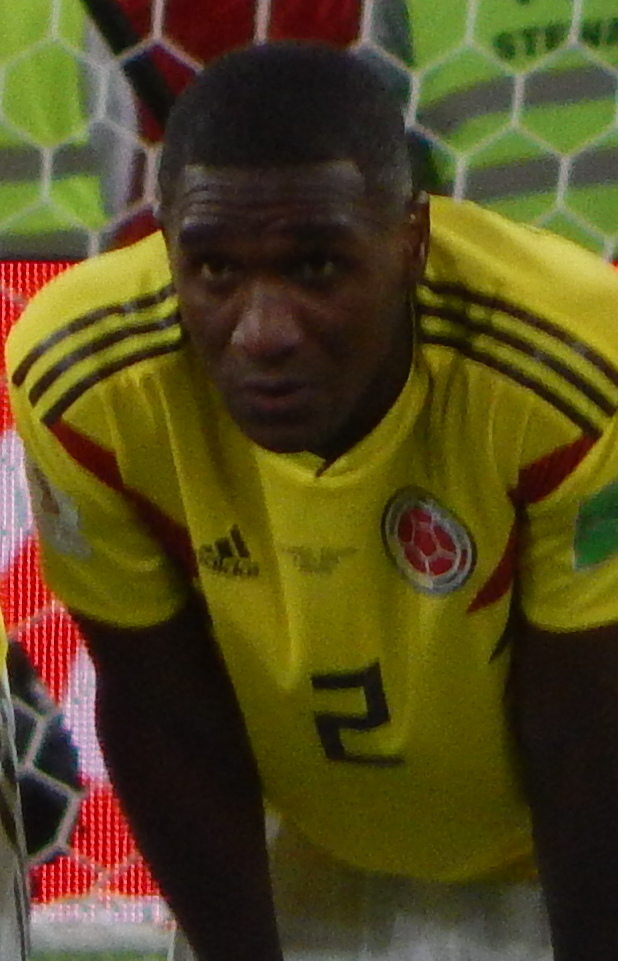
コロンビア代表でのサパタ（2018年）

2005年にはU-20コロンビア代表の一員としてFIFA U-20ワールドカップに出場し、決勝トーナメント1回戦でU-20アルゼンチン代表に敗れた。2007年にコロンビアA代表デビューした。2011年にはコパ・アメリカ2011に出場した。2016年6月3日に行なわれたコパ・アメリカ・センテナリオ、アメリカとの開幕戦で、代表初得点となる先制ゴールを挙げた。

## 個人成績

### クラブでの出場記録
2019年5月6日現在
| クラブ成績         | クラブ成績             | クラブ成績               | リーグ | リーグ | カップ     | カップ     | 国際大会   | 国際大会   | 通算 | 通算 |
| シーズン           | クラブ                 | リーグ                   | 出場   | 得点   | 出場       | 得点       | 出場       | 得点       | 出場 | 得点 |
| コロンビア         | コロンビア             | コロンビア               | リーグ | リーグ | カップ     | カップ     | 南米       | 南米       | 通算 | 通算 |
| ------------------ | ---------------------- | ------------------------ | ------ | ------ | ---------- | ---------- | ---------- | ---------- | ---- | ---- |
| アペルトゥーラ2005 | デポルティーボ・カリ   | プリメーラA              | 17     | 0      |            |            |            |            | 17   | 0    |
| イタリア           | イタリア               | イタリア                 | リーグ | リーグ | イタリア杯 | イタリア杯 | ヨーロッパ | ヨーロッパ | 通算 | 通算 |
| 2005–06            | ウディネーゼ・カルチョ | セリエA                  | 21     | 1      | 5          | 0          | 4          | 0          | 30   | 1    |
| 2006–07            | ウディネーゼ・カルチョ | セリエA                  | 36     | 0      | 2          | 0          |            |            | 38   | 0    |
| 2007–08            | ウディネーゼ・カルチョ | セリエA                  | 27     | 1      | 0          | 0          | 27         | 1          |      |      |
| 2008–09            | ウディネーゼ・カルチョ | セリエA                  | 18     | 1      | 2          | 0          | 6          | 0          | 26   | 1    |
| 2009–10            | ウディネーゼ・カルチョ | セリエA                  | 31     | 0      | 4          | 0          |            |            | 35   | 0    |
| 2010-11            | ウディネーゼ・カルチョ | セリエA                  | 35     | 2      | 3          | 0          | 38         | 2          |      |      |
| 通算               | ウディネーゼ           | ウディネーゼ             | 168    | 5      | 16         | 0          | 10         | 0          | 194  | 5    |
| スペイン           | スペイン               | スペイン                 | リーグ | リーグ | 国王杯     | 国王杯     | ヨーロッパ | ヨーロッパ | 通算 | 通算 |
| 2010-11            | ビジャレアルCF         | プリメーラ・ディビシオン | 28     | 0      | 2          | 0          | 6          | 0          | 36   | 0    |
| イタリア           | イタリア               | イタリア                 | リーグ | リーグ | イタリア杯 | イタリア杯 | ヨーロッパ | ヨーロッパ | 通算 | 通算 |
| 2012-13            | ACミラン               | セリエA                  | 23     | 0      | 1          | 0          | 5          | 0          | 29   | 0    |
| 2013-14            | ACミラン               | セリエA                  | 20     | 1      | 1          | 0          | 8          | 2          | 29   | 3    |
| 2014-15            | ACミラン               | セリエA                  | 12     | 0      | 1          | 0          | 0          | 0          | 13   | 0    |
| 2015-16            | ACミラン               | セリエA                  | 16     | 1      | 4          | 0          | 0          | 0          | 20   | 1    |
| 2016-17            | ACミラン               | セリエA                  | 15     | 1      | 1          | 0          | 0          | 0          | 16   | 1    |
| 2017-18            | ACミラン               | セリエA                  | 12     | 0      | 0          | 0          | 8          | 0          | 20   | 0    |
| 2018-19            | ACミラン               | セリエA                  | 13     | 0      | 2          | 0          | 5          | 1          | 20   | 1    |
| 通算               | ACミラン               | ACミラン                 | 111    | 3      | 11         | 0          | 26         | 2          | 148  | 5    |
| 通算               | コロンビア             | コロンビア               | 17     | 0      | 0          | 0          | 0          | 0          | 17   | 0    |
| 通算               | スペイン               | スペイン                 | 28     | 0      | 2          | 0          | 6          | 0          | 36   | 0    |
| 通算               | イタリア               | イタリア                 | 279    | 8      | 27         | 0          | 36         | 2          | 342  | 10   |
| 総通算             | 総通算                 | 総通算                   | 324    | 8      | 29         | 0          | 42         | 2          | 395  | 10   |

## 代表歴

### 出場大会
- コロンビア代表
  - 2014 FIFAワールドカップ
  - 2018 FIFAワールドカップ

### 試合数
- 国際Aマッチ 58試合 2得点（2007年-2019年）[13]

| コロンビア代表 | 国際Aマッチ | 国際Aマッチ |
| 年             | 出場        | 得点        |
| -------------- | ----------- | ----------- |
| 2007           | 1           | 0           |
| 2008           | 4           | 0           |
| 2009           | 7           | 0           |
| 2010           | 2           | 0           |
| 2011           | 1           | 0           |
| 2012           | 1           | 0           |
| 2013           | 4           | 0           |
| 2014           | 9           | 0           |
| 2015           | 10          | 0           |
| 2016           | 7           | 1           |
| 2017           | 8           | 1           |
| 2018           | 2           | 0           |
| 2019           | 2           | 0           |
| 通算           | 58          | 2           |

## タイトル
クラブ
ACミラン
- スーペルコッパ・イタリアーナ 2016

代表
U-20コロンビア代表
- 南米ユース選手権 2005